# Fața Luncii

Fața Luncii este un cartier din Craiova situat în vestul orașului. A fost cunoscut în primii ani după revoluția din 1989 datorită unor altercații între clanuri țigănești. Cartierul este locuit în mare parte de rromi. În ultimii ani gradul de siguranță s-a îmbunătățit considerabil. A fost reabilitat vechiul parc "Lunca Jiului" care funcționa încă de la sfârșitul sec. al XIX-lea. Redenumit " Parcul Tineretului", a fost inaugurat în 2009; are o suprafață de 60 de Ha 4 terenuri omologate de tenis, terenuri de minifotbal, baschet, volei, minigolf, locuri de joacă, traseu de aventură, 14 Km de piste de jogging. Pe mai mult de 5 Ha este amenajat un Water Park cu bazine interioare pentru sezonul rece și bazine exterioare. Pe bulevardul Ilie Balaci e amenajată o bază de pregătire modernă pentru fotbal, cu 2 terenuri cu gazon natural, săli de forță, de recuperare, etc.  

 Acest articol despre o localitate din județul Dolj este deocamdată un ciot. Puteți ajuta Wikipedia prin completarea lui.